# Spergula viscosa
Spergula viscosa là loài thực vật có hoa thuộc họ Cẩm chướng. Loài này được Lag. miêu tả khoa học đầu tiên năm 1805.